# Declaration of Sentiments

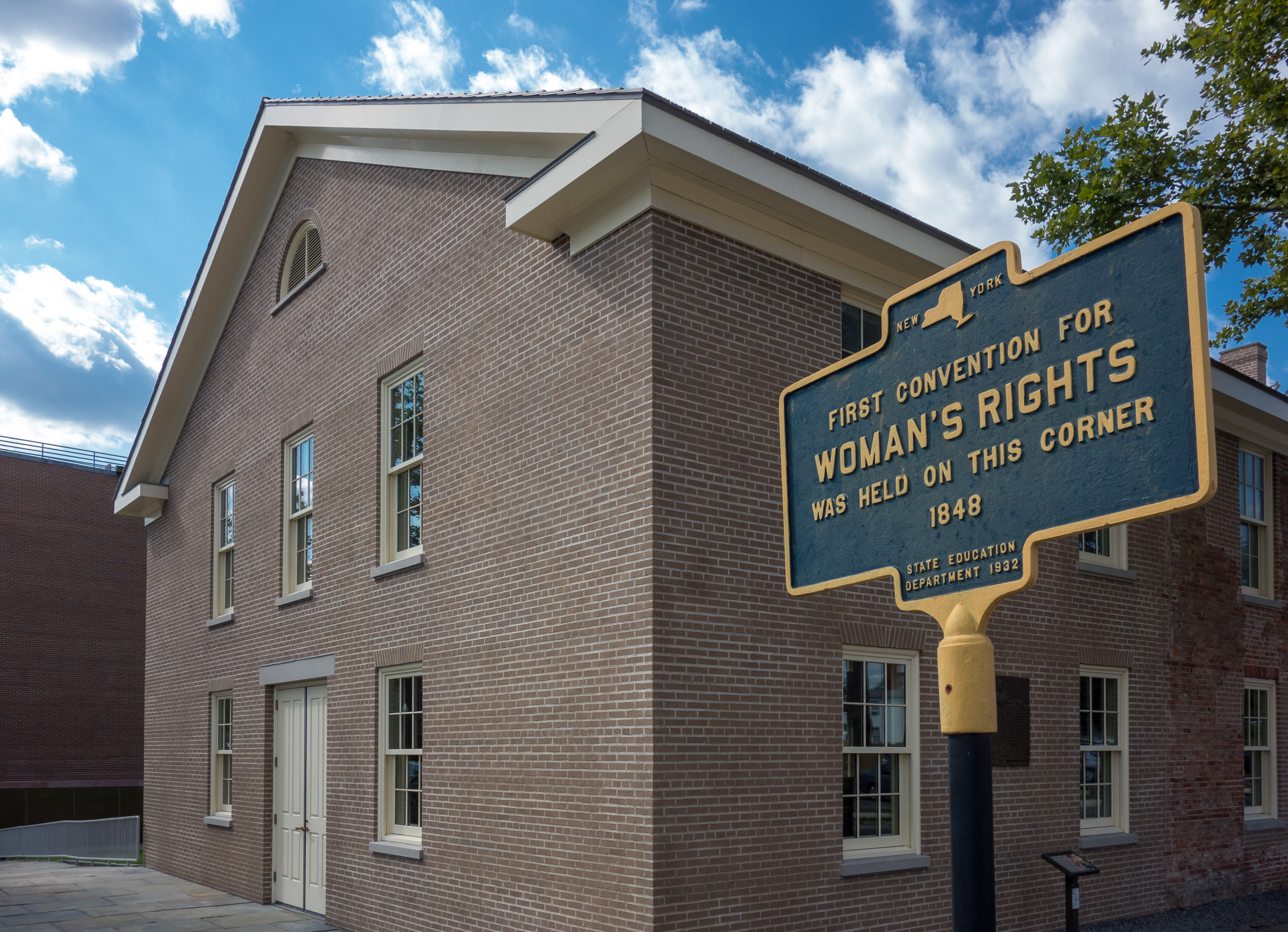
Wesleyan Methodist Church, der Ort, an dem die Declaration unterzeichnet wurde

Die Declaration of Sentiments oder Declaration of Rights and Sentiments ist ein anlässlich der am 19./20. Juli 1848 in Seneca Falls abgehaltenen Seneca Falls Convention von 68 Frauen und 32 Männern unterzeichnetes Manifest, das den gleichen sozialen Status und gleiche Rechte für Frauen fordert, darunter auch das Wahlrecht. Die Seneca Falls Convention und die Declaration of Sentiments („Meinungserklärung“) markieren den Beginn der modernen Frauenbewegung in den Vereinigten Staaten.

## Geschichte

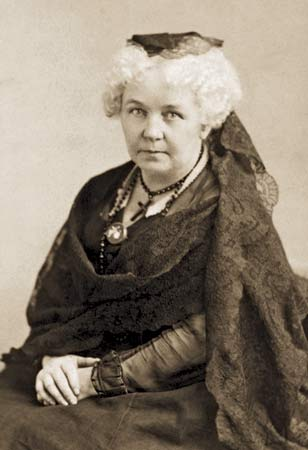
Elizabeth Cady Stanton verfasste im Wesentlichen die Declaration of Sentiments

Die Zusammenkunft fand in Seneca Falls westlich von New York statt und wurde unter anderem von Elizabeth Cady Stanton, Lucretia Mott und Martha Coffin Wright organisiert. Geschrieben wurde die Declaration of Sentiments hauptsächlich von Elizabeth Cady Stanton, wobei sie sich an die Unabhängigkeitserklärung der Vereinigten Staaten anlehnte und diese paraphrasierte. Stanton sah in der Frauenbewegung Parallelen zu dem Kampf der amerikanischen Gründerväter um die Unabhängigkeit der USA.
Das Manifest enthält – aufbauend auf den Unrechtserfahrungen der nordamerikanischen Frauen und den positiven Erfahrungen im Zusammenleben der Quäker – eine Liste vieler Ungerechtigkeiten in Bezug auf die rechtliche Stellung der Frau in der Familie und der Gesellschaft. Sie formulieren in prägnanter Kürze die Unterdrückung der Frau durch den Mann, das Fehlen eines Wahlrechts sowie die mangelnde wirtschaftliche Freiheit und die fehlenden Bildungsmöglichkeiten.
Die Declaration of Sentiments ist aufgebaut auf einem eröffnenden Paragraphen, der sich mit der Gleichheit von Mann und Frau beschäftigt und die Tyrannei über die Frau in der Vergangenheit erläutert. Im Hauptteil werden die verschiedenen Ungerechtigkeiten aufgezählt, denen die Frauen noch Mitte des 19. Jahrhunderts ausgesetzt sind, und es wird formuliert: „Die Geschichte der Menschheit ist eine Geschichte der Wiederholung von Beeinträchtigungen und widerrechtlichen Aneignungen von Seiten der Männer gegenüber den Frauen.“ Im Schlussabschnitt der Declaration wird darauf bestanden, Frauen alle Rechte und Privilegien einzuräumen, die ihnen als Bürgerinnen der Vereinigten Staaten zustehen.

## Wortlaut der „Declaration of Sentiments“ (und Übersetzung)

### Vorspann im Stil der Declaration of Independence
When, in the course of human events, it becomes necessary for one portion of the family of man to assume among the people of the earth a position different from that which they have hitherto occupied, but one to which the laws of nature and of nature's God entitle them, a decent respect to the opinions of mankind requires that they should declare the causes that impel them to such a course.
(Wenn es im Laufe der Weltgeschichte für einen Teil der Menschenfamilie nötig wird, innerhalb der Menschheit eine unterschiedliche Haltung zu der bisher von ihr eingenommenen Position einzunehmen – vor allem wenn es um eine geht, die im Naturrecht und in der Natur Gottes begründet ist – dann macht es der gehörige Respekt vor der öffentlichen Meinung erforderlich, dass dieser Teil die Gründe darlegt, der ihn zu einem solchen Vorgehen veranlasst hat:)
We hold these truths to be self-evident;
that all men and women are created equal;
that they are endowed by their Creator with certain inalienable rights;
that among these are life, liberty, and the pursuit of happiness;
that to secure these rights governments are instituted, deriving their just powers from the consent of the governed.
Whenever any form of government becomes destructive of these ends, it is the right of those who suffer from it to refuse allegiance to it, and to insist upon the institution of a new government, laying its foundation on such principles, and organizing its powers in such form, as to them shall seem most likely to effect their safety and happiness.
(Wir halten diese Wahrheiten für augenscheinlich wahr; dass alle Männer und Frauen gleich geschaffen sind, dass sie von ihrem Schöpfer mit bestimmten unveräußerlichen Rechten ausgestattet worden sind, dass zu diesen Leben, Freiheit und das Streben nach Glück gehört; dass zur Sicherung dieser Rechte Regierungen eingerichtet worden sind, die ihre gerechtfertigte Macht aus der Zustimmung der Regierten herleiten. Wenn immer irgendeine Regierung zerstörerisch hinsichtlich dieser Ziele wird, ist es ein Recht von denen, die darunter leiden, dieser den Gehorsam aufzukündigen und darauf zu bestehen, dass eine neue Regierung eingerichtet wird, die ihre Grundlagen auf diesen Grundsätzen aufbaut und ihre Machtausübung in einer Art und Weise organisiert, wie es im höchsten Maße der Sicherheit und dem Glück derjenigen dient.)

### Überleitung zu den Sentiments
Prudence, indeed, will dictate that governments long established should not be changed for light and transient causes; and, accordingly, all experience hath shown that mankind are more disposed to suffer, while evils are sufferable, than to right themselves by abolishing the forms to which they were accustomed.
But when a long train of abuses and usurpations, pursuing invariably the same object, evinces a design to reduce them under absolute despotism, it is their duty to throw off such government, and to provide new guards for their future security.
Such has been the patient sufferance of the women under this government, and such is now the necessity which constrains them to demand the equal station to which they are entitled.
(Vorsicht und Umsicht macht es in der Tat nötig, dass seit langem eingerichtete Regierungen nicht aus leichtfertigen und durchschaubaren Gründen gewechselt werden; und dementsprechend hat die Erfahrung gezeigt, dass die Menschheit eher geneigt ist, Leiden hinzunehmen, so lange Böses erträglich bleibt, als sich selbst zu ändern, indem sie die Formen zerstört, an die sie sich gewöhnt hat. Aber wenn eine lange Folge von Missbrauch und Übergriffen, die unablässig das gleiche Objekt treffen, kein Anzeichen erkennen lässt, dass diese unter der absoluten Unterdrückung verringert werden können, ist es deren Pflicht, eine solche Herrschaft abzuschütteln und neue Sperren für ihre zukünftige Sicherheit einzurichten. So groß war das geduldige Leiden der Frauen unter dieser Regierung und so sehr ergibt sich nun die Notwendigkeit, die sie zwingt, den gleichen Zustand zu verlangen, der ihnen gebührt.)

### Sentiments
The history of mankind is a history of repeated injuries and usurpations on the part of man toward woman, having in direct object the establishment of an absolute tyranny over her. To prove this, let facts be submitted to a candid world: – (Die Geschichte der Menschheit ist eine Folge von wiederholten Ungerechtigkeiten und Übergriffen vonseiten des Mannes gegenüber der Frau, mit der klaren Absicht, eine absolute Tyrannei über sie zu errichten. Um dies zu beweisen, sollen der wohlmeinenden Öffentlichkeit Fakten unterbreitet werden:)
1 He has never permitted her to exercise her inalienable right to the elective franchise. – (Er hat ihr niemals erlaubt, das unveräußerliche Recht zu wählen auszuüben.)
2 He has compelled her to submit to laws, in the formation of which she had no voice. – (Er hat sie gezwungen sich Gesetzen zu unterwerfen, bei deren Entwurf sie nicht mitreden durfte.)
3 He has withheld from her rights which are given to the most ignorant and degraded men - both natives and foreigners. – (Er hat ihr die Rechte vorenthalten, die den unwissendsten und unwürdigsten Männern zustehen – sowohl den einheimischen wie den fremden.)
4 Having deprived her of this first right as a citizen, the elective franchise, thereby leaving her without representation in the halls of legislation, he has oppressed her on all sides. – (Er hat sie von allen Seiten unterdrückt, nachdem er ihr dieses erste Bürgerrecht, das freie Wahlrecht, vorenthalten hat und sie dadurch ohne Vertretung in den Hallen der Gesetzgebung gelassen hat.)
5 He has made her, if married, in the eye of the law, civilly dead. – (Er hat sie als Verheiratete im Auge des Gesetzes zu einer bürgerlich Toten gemacht.)
6 He has taken from her all right in property, even to the wages she earns. – (Er hat ihr alle Eigentumsrechte genommen, sogar das Recht auf ihren erarbeiteten Lohn.)
7 He has made her morally, an irresponsible being, as she can commit many crimes with impunity, provided they be done in the presence of her husband. – (Er hat sie moralisch zu einem unverantwortlichen Wesen gemacht, da sie viele Verbrechen unbestraft begehen kann, vorausgesetzt sie werden in der Anwesenheit ihres Ehemannes ausgeführt.)
8 In the covenant of marriage, she is compelled to promise obedience to her husband, he becoming, to all intents and purposes, her master - the law giving him power to deprive her of her liberty, and to administer chastisement. – (Im Vollzug ihrer Ehe ist sie gezwungen, ihrem Ehemann Gehorsam zu versprechen, der so in jeder Beziehung ihr Herr und Meister wird – indem das Gesetz ihm die Macht gibt, ihr die Freiheit zu entziehen und sie zurechtzuweisen.)
9 He has so framed the laws of divorce, as to what shall be the proper causes of divorce, in case of separation, to whom the guardianship of the children shall be given; as to be wholly regardless of the happiness of the women - the law, in all cases, going upon a false supposition of the supremacy of man, and giving all power into his hands. – (Er hat die Scheidungsgesetze so gestaltet, dass er die ihm passenden Scheidungsgründe hat, wie im Falle der Trennung, wem die Betreuung der Kinder zugesprochen wird, ohne Rücksicht auf das Wohlergehen der Frauen – wobei das Gesetz in allen Fällen von der falschen Voraussetzung der Überlegenheit des Mannes ausgeht und ihm alle Macht aushändigt.)
10 After depriving her of all rights as a married woman, if single and the owner of property, he has taxed her to support a government which recognizes her only when her property can be made profitable to it. – (Nachdem er sie aller Rechte als verheiratete Frau beraubt hat, wird sie als alleinstehende und besitzende Frau besteuert, um eine Regierung zu unterstützen, die sie nur anerkennt, wenn ihr Besitz für diese nutzbar gemacht werden kann.)
11 He has monopolized nearly all the profitable employments, and from those she is permitted to follow, she receives but a scanty remuneration. – (Er hat fast alle einkömmlichen Berufe für sich monopolisiert, und mit denen, die sie ausüben darf, erwirbt sie nur einen dürftigen Lohn.)
12 He closes against her all the avenues to wealth and distinction, which he considers most honorable to himself. As a teacher of theology, medicine, or law, she is not known. – (Er verschließt vor ihr alle Zugänge zu Wohlstand und Ansehen, die er für sich selbst als sehr ehrenhaft einschätzt. Als Lehrerin für Theologie, Medizin und Recht gibt es sie nicht.)
13 He has denied her the facilities for obtaining a thorough education - all colleges being closed against her. – (Er hat ihr alle Möglichkeiten zum Erwerb einer gründlichen Ausbildung verweigert – alle Colleges sind ihr verschlossen.)
14 He allows her in church, as well as State, but a subordinate position, claiming Apostolic authority for her exclusion from the ministry, and, with some exceptions, from any public participation in the affairs of the Church. – (Er erlaubt ihr in der Kirche und im Staat nur eine untergeordnete Stellung, indem die Autorität der Apostel bemüht wird, um sie von Kirchenämtern auszuschließen, sowie, mit einigen Ausnahmen, von aller öffentlichen Teilhabe an Kirchenangelegenheiten fernzuhalten.)
15 He has created a false public sentiment by giving to the world a different code of morals for men and women, by which moral delinquencies which exclude women from society, are not only tolerated but deemed of little account in man. – (Er hat eine falsche öffentliche Einstellung erzeugt, indem er der Welt eine unterschiedliche Moralvorstellung hinsichtlich Männern und Frauen gegeben hat. Moralische Verbrechen, die Frauen aus der Gesellschaft verbannen, werden bei Männern nicht nur toleriert, sondern zählen bei ihnen nicht besonders schwer.)
16 He has usurped the prerogative of Jehovah himself, claiming it as his right to assign for her a sphere of action, when that belongs to her conscience and her God. – (Er hat selbst das Gesetzgebungsrecht von Gott ursurpiert, indem er es als sein Recht ansieht, ihr einen begrenzten Wirkungsbereich zuzuweisen, obwohl dies eigentlich ihrem Gewissen und ihrem Gott überlassen bleiben sollte.)
17 He has endeavored, in every way that he could to destroy her confidence in her own powers, to lessen her self-respect, and to make her willing to lead a dependent and abject life. – (Er hat sich in jeder ihm möglichen Weise bemüht, das Vertrauen auf ihre eigenen Kräfte zu zerstören, ihre Selbstachtung herabzusetzen und sie zu nötigen, ein abhängiges und ärmliches Leben zu führen.)

### Schlussabschnitt
Now, in view of this entire disfranchisement of one-half the people of this country, their social and religious degradation, - in view of the unjust laws above mentioned, and because women do feel themselves aggrieved, oppressed, and fraudulently deprived of their most sacred rights, we insist that they have immediate admission to all the rights and privileges which belong to them as citizens of these United States.
In entering upon the great work before us, we anticipate no small amount of misconception, misrepresentation, and ridicule; but we shall use every instrumentality within our power to effect our object. We shall employ agents, circulate tracts, petition the State and national Legislatures, and endeavor to enlist the pulpit and the press in our behalf. We hope this Convention will be followed by a series of Conventions, embracing every part of the country.
Firmly relying upon the final triumph of the Right and the True, we do this day affix our signatures to this declaration.
(Nun im Angesicht dieser gänzlichen Freiheitsberaubung von einer Hälfte der Volkes dieses Landes, ihrer gesellschaftlichen und religiösen Erniedrigung – im Angesicht der oben erwähnten ungerechten Gesetzgebung und weil die Frauen sich selbst erniedrigt, unterdrückt und auf ungerechte Weise ihrer heiligsten Rechte beraubt sehen, bestehen wir darauf, dass sie sofortigen Zugang zu allen Rechten und Privilegien bekommen, die ihnen als Bürgerinnen dieser Vereinigten Staaten zustehen. Indem wir in dieses große Werk, das vor uns liegt, einsteigen, sehen wir nicht wenig an Missverständnissen, falschen Befürwortungen und Lächerlichkeiten voraus. Aber wir werden Agenten beschäftigen, Rundschreiben erlassen, Bittschreiben an Staat und nationale Gesetzgebungsinstanzen richten und uns bemühen, die Kanzeln und die Presse für unsere Zwecke einzuspannen. Wir hoffen, dass auf diese Convention eine Serie weiterer Zusammenkünfte folgen wird, die jeden Teil des Landes berühren. Indem wir stark auf den schließlichen Sieg des Rechts und der Wahrheit vertrauen, setzen wir unsere Unterschriften auf diese Erklärung.)

## Unterzeichner der Declaration

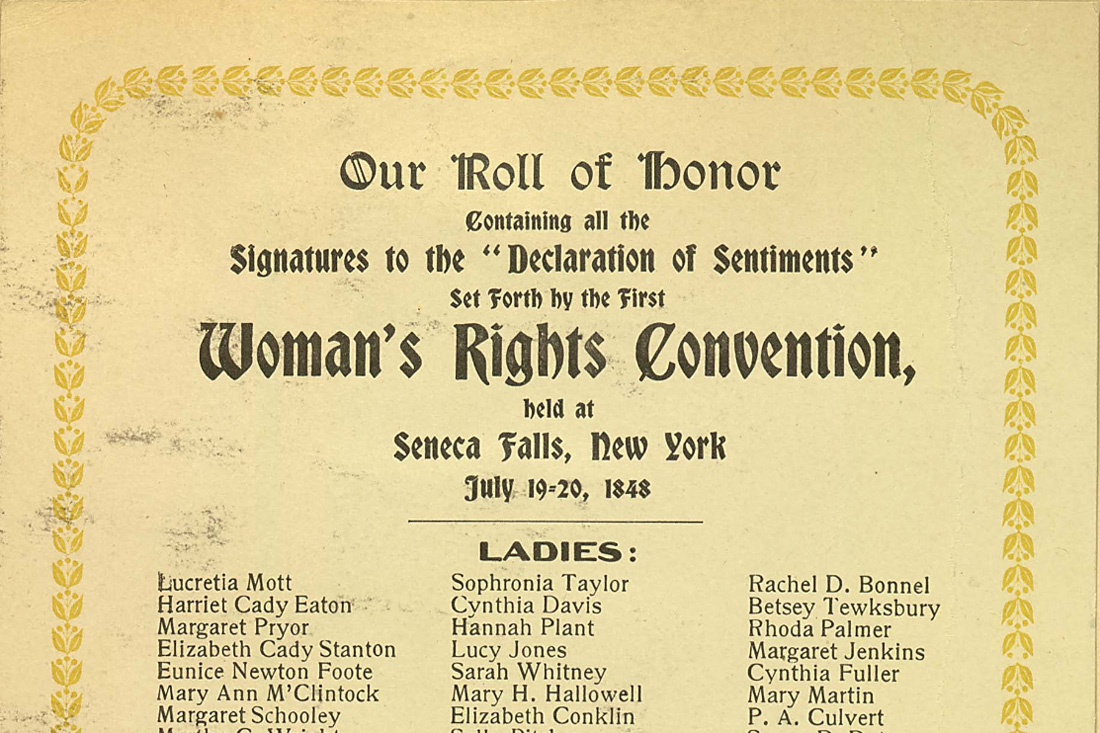
Unterschriftenseite der Declaration of Sentiments

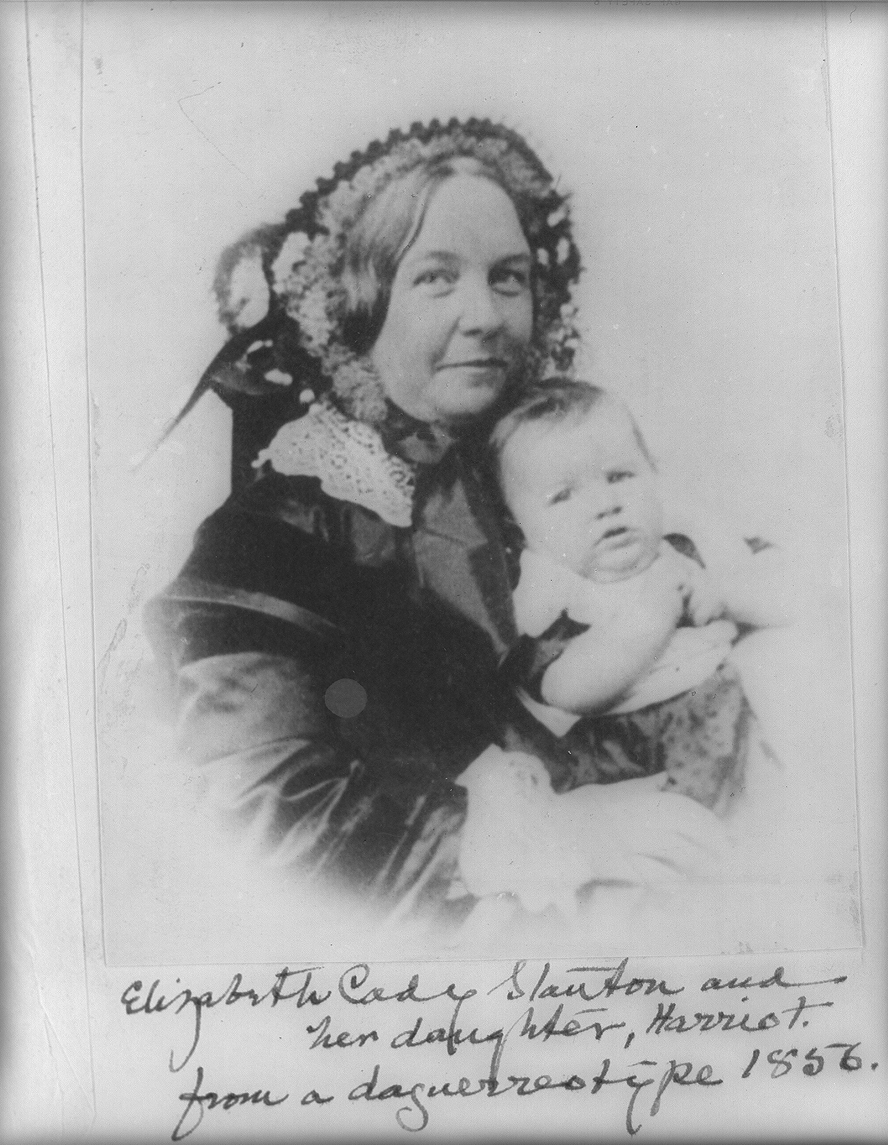
Elizabeth Cady Stanton mit Tochter
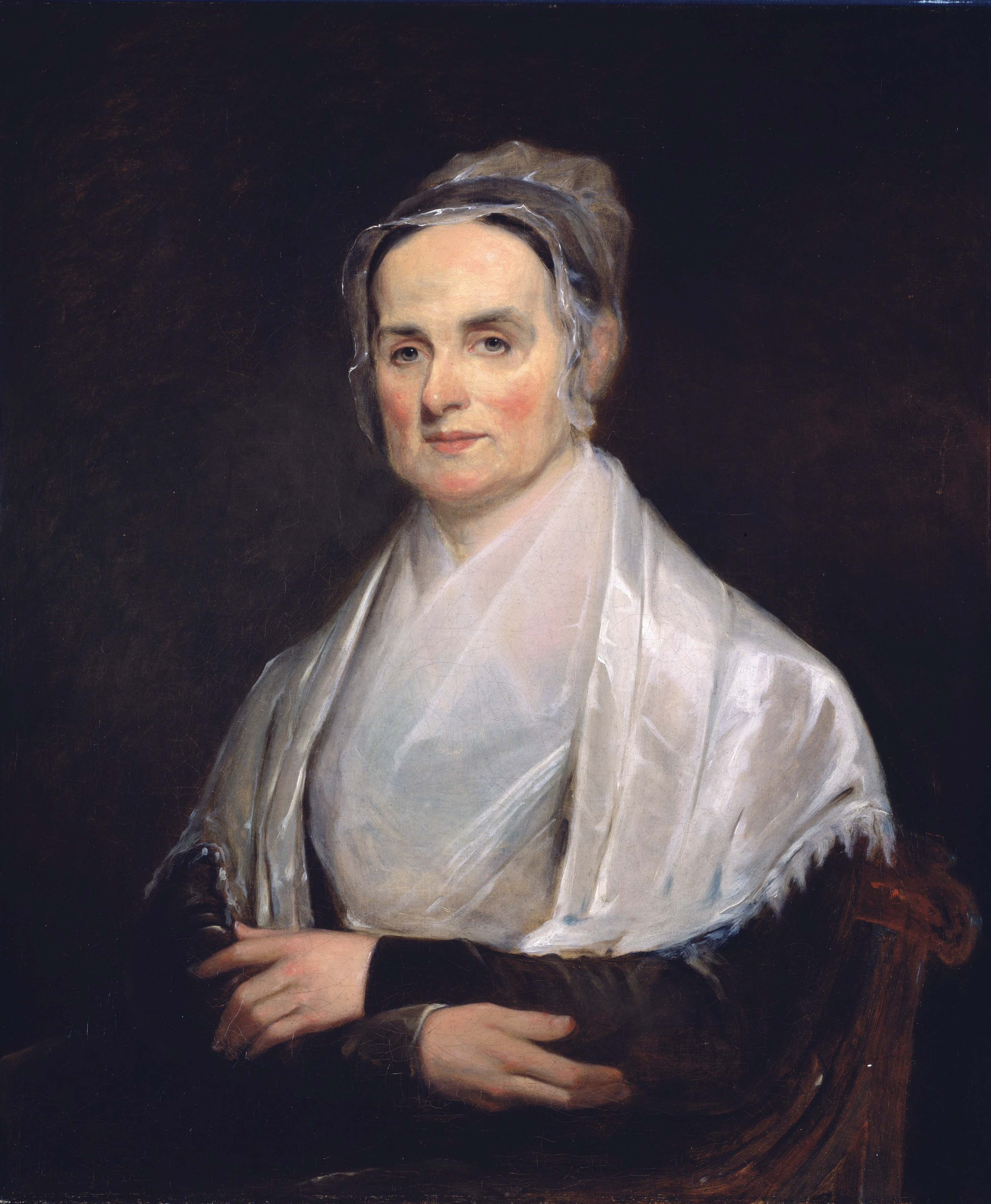
Lucretia Mott, die beste Rednerin
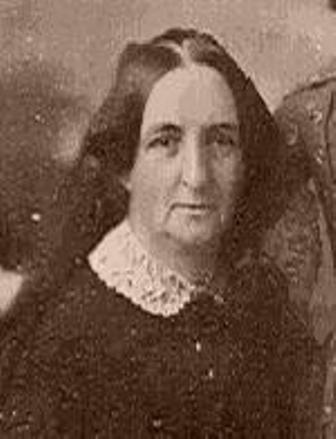
Martha Coffin Wright aus Auburn (New York)
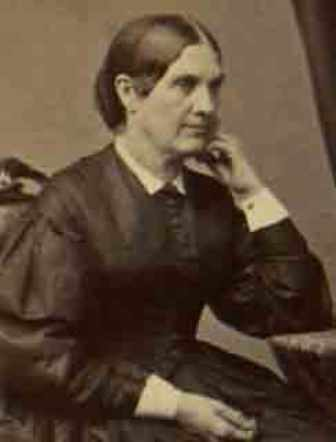
Jane C Hunt aus Waterloo (New York)

Die ersten 10 Unterzeichnerinnen der Declaration in richtiger Reihenfolge:
1. Lucretia Mott
2. Harriet Cady Eaton – Schwester von Elizabeth Cady Stanton
3. Margaret Pryor (1785–1874) – Reformquäkerin
4. Elizabeth Cady Stanton
5. Eunice Newton Foote
6. Mary Ann M'Clintock (1800–1884) – Reformquäkerin, Halbschwester vorn Margaret Pryor
7. Margaret Schooley
8. Martha C. Wright (1806–75) – Reformquäkerin, Schwester von Lucretia Mott
9. Jane C. Hunt
10. Amy Post

Die ersten 13 männlichen Unterzeichner in richtiger Reihenfolge:
Die Männer unterschrieben unter der Überschrift: „…the gentlemen present in favor of this new movement“
1. Richard P. Hunt (1796–1856) – Ehemann von Jane C. Hunt, Bruder von Lydia Mount und Hannah Plant, ebenfalls Unterzeichnerinnen
2. Samuel D. Tillman
3. Justin Williams
4. Elisha Foote – Ehemann von Eunice Newton Foote
5. Frederick Douglass
6. Henry W. Seymour – Ehemann von Malvina Beebe Seymour, einer Unterzeichnerin
7. Henry Seymour
8. David Spalding – Ehemann von Lucy Spalding
9. William G. Barker
10. Elias J. Doty
11. John Jones
12. William S. Dell (1801–1865) – Onkel von Rachel Dell Bonnel, einer Unterzeichnerin
13. James Mott (1788–1868) – Ehemann von Lucretia Mott

## Resolutionen

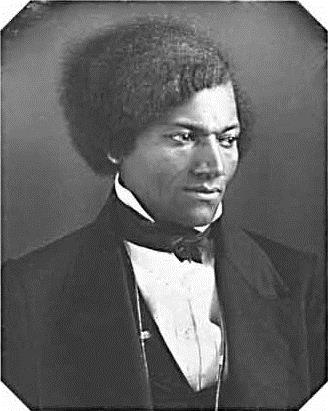
Frederick Douglass sprach sich für das Frauenwahlrecht aus

Am Abend des ersten Tages wurden auch elf Resolutionen vorgelegt, vorgelesen und diskutiert. Diese Forderungen sollten folgendes bewirken, wie es Sally G. McMillen ausdrückt:
„The Resolutions strengthened the ‚Declaration of Rights and Sentiments‘ by demanding that women should have the same rights and responsibilities as men and participate in the life of the nation as equal human beings.“
(deutsch: Die Forderungen verstärkten diese ‚Erklärung der Rechte und Empfindungen‘ durch das Verlangen, dass Frauen das gleiche Recht und die gleiche Verantwortung wie Männer haben und am Leben der Nation als gleichberechtigte menschliche Wesen teilhaben sollten.)
Die einzige Resolution, die am zweiten Tag vor der Beschlussfassung Diskussionen und Bedenken aufkommen ließ, war die elfte, die folgendermaßen lautete:
„Resolved, That it is the duty of the women of this country to secure to themselves their sacred right to the elective franchise.“
(deutsch: Beschluss, Es ist die Pflicht der Frauen dieses Landes, sich selbst ihr heiliges Recht auf Wahlbeteiligung zu sichern.)
Die Meinungen zu dieser Forderung gingen stark auseinander, auch unter den beteiligten Frauen. Frederick Douglass rettete diese Abstimmung über den Beschluss, als er sich mit starken Argumenten dafür aussprach.

## Wirkung
Das zeitgenössische Medien-Echo der Declaration of Sentiments und das öffentliche Aufsehen, das die Seneca Falls Convention erregte, auf der die Erklärung vorbereitet und unterschrieben wurde, waren beträchtlich. Die Presse berichtete landesweit, teilweise verständnisvoll, und druckte Teile der Erklärung ab, während andere Zeitungen insbesondere auf die Forderung nach politischen Rechten mit damals üblichem Spott und Hohn reagierten.
Nach Veröffentlichung der Declaration gab es viele Auseinandersetzungen, da die traditionellen Rollen von Mann und Frau sehr strikt waren. Auch gab es Bedenken, die Declaration könnte die Frauenbewegung, bei der auch Abstinenz und weibliche Eigentumsrechte eine große Rolle spielten, aufgrund von anziehender öffentlicher Aufmerksamkeit und Unterstützung behindern. Letztlich war die Declaration „kennzeichnend für den selbstbewussten und rechtspragmatischen Ausgangspunkt der US-amerikanischen Frauenbewegung.“